# Galium polyacanthum
Galium polyacanthum är en måreväxtart som först beskrevs av John Gilbert Baker, och fick sitt nu gällande namn av Christian Puff. Galium polyacanthum ingår i släktet måror, och familjen måreväxter. Inga underarter finns listade i Catalogue of Life.